# L'Estaca
«L’Estaca» (кат. Стовп) — відома каталанська  пісня, написана Льюїсом Льяком у 1968 р.

## Історія створення
На створення пісні співака надихнули бесіди старого перукаря-вільнодумця Нарсиса Льянси, який став прототипом діда Сізіфа. Вона була написана під час диктатури генерала Франко в Іспанії як заклик до єдності дій для досягнення свободи. Слово «стовп» каталонською мовою співзвучно слову «держава» (estat), тому в пісні воно є алегорією як на франкізм, так і на диктатуру взагалі.
Пісня стала символом боротьби за свободу багатьох країнах світу.

## Текст пісні
Ліричний герой веде бесіду з дідом Сізіфом (кат. Сізет). Той вважає, що люди «прив'язані до стовпа» і не зможуть пересуватися, поки спільними діями не повалять його. Його співрозмовник скаржиться, що стовп надто важкий, але в останньому куплеті висловлює готовність передати слова Сізіфа новим поколінням.

## Вплив
Пісня була перекладена низкою мов, зокрема французькою, окситанською, баскською, корсиканською, німецькою та ін.
В 1978 Яцек Качмарський під впливом Льяка написав пісню «Мури», яка стала неофіційним гімном руху «Солідарність». Білоруську версію пісні, під назвою «Разбуры турмы муры» виконують Дмитро Войтюшкевич і Андрій Хаданович
В 2010–2011 арабський переклад пісні став одним із гімнів Революції в Тунісі.
В 2012 Кирило Мєдвєдєв переклав пісню російською мовою під назвою «Стены».
У 2019 бард Оксана Чухліб (Львів) виконала  пісню "Мури" українською мовою (переклад Володимира Гарматюка).